# Герасименко, Виктор Яковлевич
Виктор Яковлевич Герасиме́нко (29 января (11 февраля) 1910, Хорол, Полтавская губерния, Российская империя — 19 мая 1971, Горький, РСФСР) — советский театральный художник. Заслуженный деятель искусств РСФСР.

## Биография
Родился 29 января (11 февраля) 1910 года в Хороле (ныне Полтавская область, Украина). Там же в 1926—1930 годах учился в студии живописи. Свой творческий путь начал под руководством своего дяди В. К. Татищева, работал вместе с ним в Краснодарском и Свердловском театрах. Первый самостоятельный сезон провёл в Смоленском театре.
Работу в театре начал в 1930 году. Оформлял спектакли в Воронежском театре (1938—1945). Работал в области театрально-декорационного искусства в Горьком (1946—1971). С 1947 года главный художник Горьковского АТД имени М. Горького, с 1963 года — его директор. Утверждал живописно-объёмную систему декораций.
Умер 19 мая 1971 года. Похоронен в Горьком на Бугровском кладбище.

## Театральные работы
Воронежский театр
- 1940 — «Гамлет» Шекспира
- 1941 — «Полководец Суворов» И. В. Бахтерева и А. В. Разумовского
- 1942 — «Фельдмаршал Кутузов» В. А. Соловьёва
- 1945 — «Горе от ума» А. С. Грибоедова
- 1958 — «Иван Буданцев» В. В. Лаврентьева

Горьковский театр:
- 1947 — «Молодая гвардия» по А. А. Фадееву
- 1948 — «Живой труп» Л. Н. Толстого; «Виндзорские проказницы» Шекспира
- 1950 — «Семья» А. Н. Степанова и И. Ф. Попова
- 1952 — «Ревизор» Н. В. Гоголя
- 1953 — «Сон на Волге» А. Н. Островского
- 1955 — «Настоящий человек» по Б. Н. Полевому
- 1956 — «Баня» В. В. Маяковского
- 1957 — «Оптимистическая трагедия» В. В. Вишневского; «Интервенция» Л. И. Славина; «Обрыв» по И. А. Гончарову
- 1959 — «Братья Ершовы» по В. А. Кочетову
- 1965 — «Дачники» М. Горького
- 1967 — «На дне» М. Горького; «Анна Каренина» по Л. Н. Толстому
- 1969 — «Столпы общества» Г. Ибсена
- 1970 — «Третья патетическая» Н. Ф. Погодина
- «Парень из нашего города» К. М. Симонова
- «Сады цветут» В. С. Масса и Н. Г. Куличенко
- «Кремлёвские куранты» Н. Ф. Погодина
- «Разлом» Б. А. Лавренёва
- «Женитьба Фигаро» Бомарше
- «Машенька» А. Н. Афиногенова
- «Заговор»
- «Лгун»
- «Солдаты Сталинграда»

## Признание
- Государственная премия РСФСР имени К. С. Станиславского (1968) — за оформление спектакля «На дне» М. Горького, поставленный на сцене Горьковского ГАТД имени М. Горького
- заслуженный деятель искусств РСФСР (1956).
- орден «Знак Почёта» (1967)